# Étang de Naguilles
L'étang de Naguilles (aussi orthographié Naguille ou Naguilhes) est un lac de barrage situé sur la commune d'Orlu en Ariège.  Il alimente la centrale hydroélectrique d'Orlu. L'étang naturel a été agrandi au XXe siècle par les constructions successives de barrages. D'une superficie de 93,2 ha et d'un volume de 43 millions de mètres cubes, il est le plus grand des lacs ariégeois et la troisième retenue d'eau des Pyrénées françaises après le lac de Lanoux et le lac de Cap de Long.

## Géographie

### Topographie
L'étang de Naguilles est situé à l'altitude de 1 855 mètres (cote maximale théorique : 1 890 m) sur la commune d'Orlu, dans le département de l'Ariège (région Occitanie). Il s'étend le long de la coume de Gnioles, une vallée de montagne suspendue au-dessus de celle de l'Oriège. 

### Hydrographie
La superficie du lac est de 93,2 ha, son volume de 43 millions de mètres cubes et sa profondeur de 71 m. Alimenté par un bassin versant de 11,8 km2 et deux galeries secondaires, il alimente en retour la centrale hydroélectrique d'Orlu, située environ un kilomètre en aval.

## Histoire
L'étang de Naguilles était à l'origine un lac naturel. Avant toute construction, il était déjà important puisqu'il est signalé comme « le plus grand de l'Ariège » par Régis-Jean-François Vaysse de Villiers en 1813 qui évalue de manière très exagérée sa longueur à une lieue et sa largeur à une demi-lieue . Un autre ouvrage géographique de la même époque donne les distances plus modérées de 600 toises (1 167 m) sur 200 toises (389 m).
Un premier barrage, bâti en 1905 en pierres maçonnées, étend le lac à une surface de 47 ha pour 10 millions de mètres cubes. Il a alors 1 600 mètres de longueur sur 400 mètres de largeur.
Entre 1955 et 1958, un nouvel ouvrage est bâti un peu en aval de l'ancien, lequel servira de batardeau pour retenir l'eau lors de la construction. C'est un barrage voûte d'une hauteur de 61 mètres (56 mètres par rapport au terrain naturel), d'une longueur en crête de 151 mètres, d'un volume de béton de 26 000 m3 et d'une capacité de stockage de 43 millions de m3. Il alimente sous une hauteur de chute de 985 mètres la centrale électrique d'Orlu, qui sera mise en service en 1959.
Le barrage comme la centrale sont gérés par le groupement EDF des vallées d’Ax.

## Voie d'accès
Le principal accès au lac se fait par un chemin de randonnée difficile au départ des Forges d'Orlu desservies par la D22. Depuis le fond du parking, suivre le balisage rouge et jaune vers la conduite forcée, en évitant de prendre le GR des montagnes d'Ax.
On peut également l'atteindre en partant du refuge d'en Beys.